# Aprophata nigrescens
Aprophata nigrescens är en skalbaggsart som beskrevs av Stefan von Breuning 1973. Aprophata nigrescens ingår i släktet Aprophata och familjen långhorningar.
Artens utbredningsområde är Filippinerna. Inga underarter finns listade i Catalogue of Life.